# Långtjärnen (Norra Finnskoga socken, Värmland)
Långtjärnen är en sjö i Torsby kommun i Värmland och ingår i Göta älvs huvudavrinningsområde. Sjön har en area på 0,129 kvadratkilometer och ligger 424,4 meter över havet.

## Delavrinningsområde
Långtjärnen ingår i det delavrinningsområde (675483-133882) som SMHI kallar för Mynnar i Tåsan. Medelhöjden är 447 meter över havet och ytan är 9,67 kvadratkilometer. Det finns ett avrinningsområde uppströms, och räknas det in blir den ackumulerade arean 77,9 kvadratkilometer. Örån som avvattnar avrinningsområdet har biflödesordning 3, vilket innebär att vattnet flödar genom totalt 3 vattendrag innan det når havet efter 477 kilometer. Avrinningsområdet består mestadels av skog (79 procent) och sankmarker (17 procent). Avrinningsområdet har 0,13 kvadratkilometer vattenytor vilket ger det en sjöprocent på 1,4 procent.